# ヴェンデルソン・ホドリゲス・ド・ナシメント・ガレーノ
ガレーノ（Galeno）またはヴェンデルソン・ガレーノ（Wenderson Galeno）ことヴェンデルソン・ホドリゲス・ド・ナシメント・ガレーノ（ポルトガル語: Wenderson Rodrigues do Nascimento Galeno、1997年10月22日 - ）は、ブラジル・マラニョン州バラ・ド・コルダ出身のサッカー選手。アル・アハリ・サウジFC所属。ポジションはFW。

## クラブ歴
マラニョン州バラ・ド・コルダの生まれで、2014年にトリンダージACの下部組織に加入。2016年2月10日のカンピオナート・ゴイアーノでヘギスに代わって途中出場し選手初出場、2得点をあげる大活躍を見せた。2016年のカンピオナート・ゴイアーノでは10試合5得点を記録、最優秀新人賞に輝いた。
同年4月にGEアナポリスに移籍。6月28日にFCポルトに1年の期限付き移籍で加入、リーガプロ所属のBチームに割り当てられた。8月7日に移籍後初出場、つまりプロ初出場を記録。プロ初得点は同月20日に記録された。2017年5月16日にBチームで11得点を記録した事から完全移籍でポルトに加入、違約金4000万ユーロの5年契約を締結した。プリメイラ・リーガでの初出場、つまりトップチーム初出場は2017年10月21日の試合で、ムサ・マレガとの交代での投入であった。
2018年1月23日にポルティモネンセSCに6月までの契約で期限付き移籍。7試合に出場したがスターティングメンバーは僅か1試合のみという出場であった。
同年7月11日にリオ・アヴェFCに1シーズンの期限付き移籍。8月26日にプリメイラ・リーガ初得点を記録した。レギュラーとして活躍、全てのコンペティションを合算すると33試合6得点の結果を残した。
2019年8月6日にSCブラガに5年契約で完全移籍。
2022年1月31日、FCポルトと2026年6月までの契約を結んだ。
2025年1月31日、アル・アハリ・サウジFCに移籍した。